# Shannonomyia (Shannonomyia) parvicellula
Shannonomyia (Shannonomyia) parvicellula is een tweevleugelige uit de familie steltmuggen (Limoniidae). De soort komt voor in het Neotropisch gebied.